# Middle of the Road

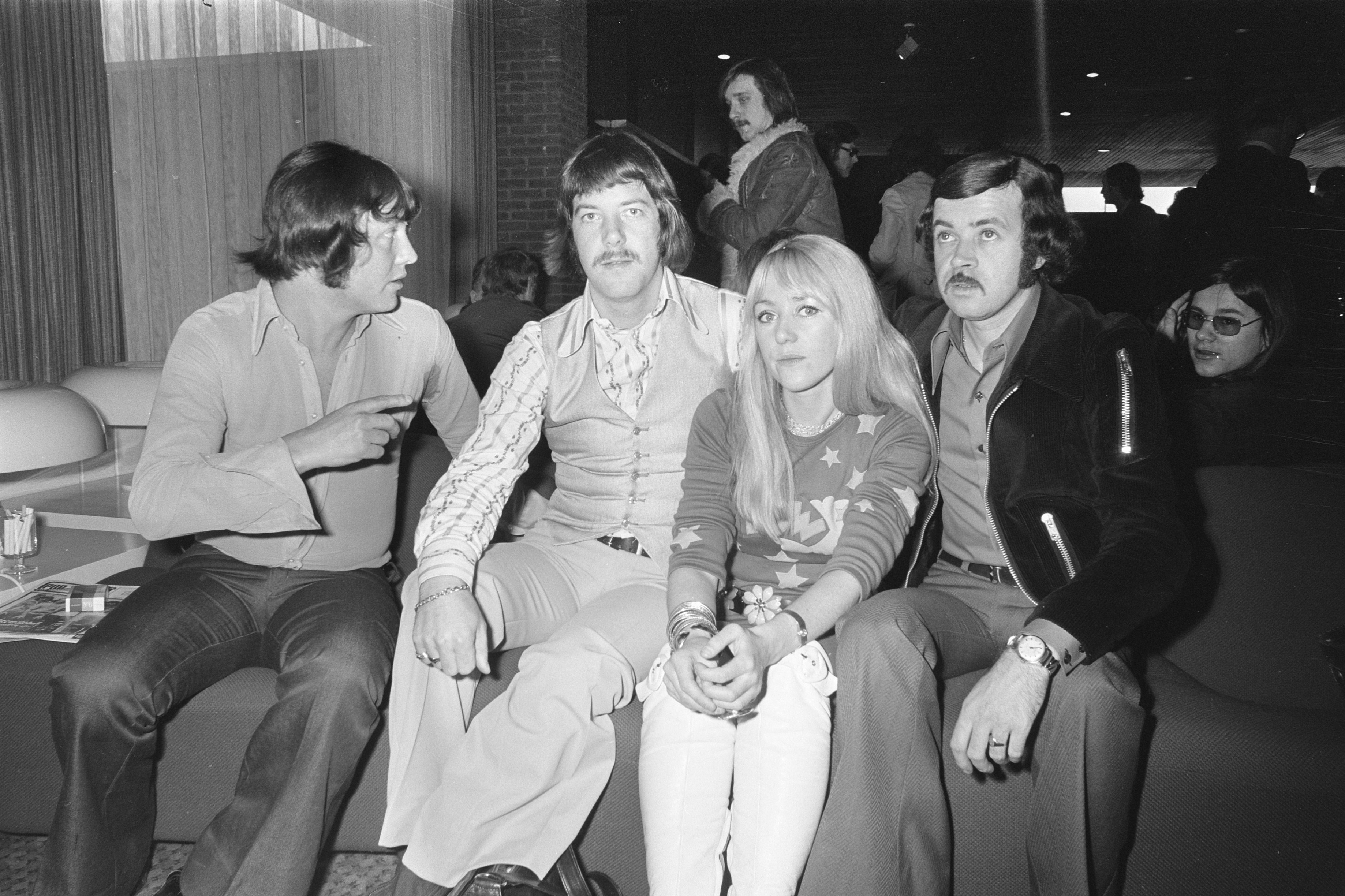
Middle of the Road en 1972.

 (février 2013).
Si vous disposez d'ouvrages ou d'articles de référence ou si vous connaissez des sites web de qualité traitant du thème abordé ici, merci de compléter l'article en donnant les références utiles à sa vérifiabilité et en les liant à la section « Notes et références ».
Middle of the Road est un groupe de pop écossais, populaire en Europe au début des années 1970.

## Carrière
Le groupe est fondé à Glasgow le 1er avril 1970 par la chanteuse Sally Carr (née le 28 mars 1945), le batteur Ken Andrew (né le 28 août 1947), le guitariste Ian McCredie (né le 15 juillet 1948) et son frère le bassiste Eric McCredie (né le 17 juillet 1945 et mort le 6 octobre 2007). Ils jouent alors ensemble depuis 1967, d'abord sous le nom de Part Three, et ont plus tard fait une incursion dans le style latino-américain avec un groupe appelé Los Caracas.
En 1970, ils partent pour l'Italie car ils n'obtiennent pas de succès commercial au Royaume-Uni. Ils y rencontrent le producteur de musique Giacomo Tosti, qui façonne leur son et leur offre leurs premiers succès internationaux.
Le plus grand tube du groupe s'appelle Chirpy Chirpy Cheep Cheep, sorti en avril 1971, qui atteint la première place du classement des singles au Royaume-Uni et y reste durant quatre semaines. Au total, le groupe place cinq titres au classement entre 1971 et 1972, et obtient un succès plus pérenne en Allemagne, où il compte onze classements au Top 40 entre 1971 et 1974.
Leurs chansons Tweedle Dee Tweedle Dum et Samson and Delilah ont été adaptées en français pour Sheila, respectivement sous les titres Les Rois mages et Samson et Dalila. La chanson Soley Soley devient quant à elle Soleil, soleil, chantée par Nana Mouskouri en 1972. À noter aussi une bonne reprise du hit de Christie en 1973, Yellow River qui deviendra L'Amérique interprété par Joe Dassin.
En 1974, le guitariste Neil Henderson (né le 11 février 1953), issu du groupe Bay City Rollers de Glasgow, rejoint le groupe. Il écrit des singles et deux albums pour Middle of the Road mais leur succès commercial n'est plus comparable avec celui des enregistrements des débuts. Le groupe se dissout en 1978, mais se réunit occasionnellement dans les années 1980 pour se produire lors d'émissions sur le petit écran. Dans les années 1990, le groupe se reforme pour mener des concerts, surtout en Allemagne. En 2010 le groupe continue de se produire en Europe sous le nom de Middle of the Road featuring Sally Carr.
Selon la chanteuse Sally Carr, Middle of the Road a fortement influencé le groupe suédois Abba, la chanteuse Agnetha ayant repris deux de leurs chansons avant de rejoindre Abba,. Le groupe a figuré dans le livre Guiness des records  pour un single ayant battu le record de longévité dans le top 100 (1 an).
Le terme « Middle of the Road » est aussi utilisé depuis pour désigner le style de musique du même nom. Un lien avec le groupe n'est pas officiellement établi.

## Groupes héritiers
Il est important de noter que deux formations se revendiquent d'être le groupe "Middle of the Road". Le guitariste original Ian McCredie a remonté une formation de ce nom et assure des concerts (essentiellement en Allemagne) avec de nouveaux membres. Le batteur Ken Andrew et Sally Carr, qui sont toujours restés proches, ont reformé une formation nommée "Middle of the Road featuring Sally Carr", plus proche de la formation originale grâce à la voix inimitable de Sally.

## Discographie

### Singles
| Année | Titre                         | Classement | Classement | Classement | Classement | Classement | Classement | Classement | Album                     |
| Année | Titre                         | US         | UK         | DE         | AT         | CH         | NO         | NL         | Album                     |
| ----- | ----------------------------- | ---------- | ---------- | ---------- | ---------- | ---------- | ---------- | ---------- | ------------------------- |
| 1971  | Chirpy Chirpy Cheep Cheep     | —          | 1          | 2          | 2          | 1          | 1          | 2          | Chirpy Chirpy Cheep Cheep |
| 1971  | Tweedle Dee Tweedle Dum       | —          | 2          | 15         | —          | —          | 6          | 7          | Chirpy Chirpy Cheep Cheep |
| 1971  | Soley Soley                   | —          | 5          | 2          | —          | 1          | 1          | 1          | Acceleration              |
| 1972  | Sacramento (A Wonderful Town) | —          | 23         | 1          | —          | 1          | 1          | 1          | Acceleration              |
| 1972  | Samson and Delilah            | —          | 26         | 2          | —          | 3          | 11         | 1          | Acceleration              |
| 1972  | Bottoms Up                    | —          | —          | 2          | —          | —          | 8          | 5          | Drive On                  |
| 1973  | Yellow Boomerang              | —          | —          | 6          | 14         | 2          | 8          | 2          | Drive On                  |
| 1973  | Kailakee Kailako              | —          | —          | 29         | —          | 5          | —          | 19         | Drive On                  |
| 1973  | Samba d'Amour                 | —          | —          | 35         | —          | —          | —          | —          | inédit sur album          |
| 1973  | Honey No                      | —          | —          | 31         | —          | 5          | —          | —          | Drive On                  |
| 1974  | Rockin' Soul                  | —          | —          | 31         | —          | —          | —          | —          | Music Music               |
| 1976  | Everybody Loves a Winner      | —          | —          | 43         | —          | —          | —          | —          | inédit sur album          |

### Albums
| 1971 | Chirpy Chirpy Cheep Cheep | — | — | —  | — | — | 3 |
| 1971 | Acceleration              | — | — | 13 | — | — | 2 |
| 1973 | Drive On                  | — | — | 48 | — | — | — |
| 1973 | Music Music               | — | — | 45 | — | — | — |